# Madame Bovary (filme de 1949)
Madame Bovary é uma refilmagem estadunidense do clássico de Gustave Flaubert por Vincente Minelli, o rei dos musicais de Hollywood.

## Elenco
| Ator           | Personagem         |
| -------------- | ------------------ |
| Jennifer Jones | Emma Bovary        |
| James Mason    | Gustave Flaubert   |
| Van Heflin     | Charles Bovary     |
| Louis Jourdan  | Rodolphe Boulanger |
| Gene Lockhart  | J. Homais          |
| Gladys Cooper  | Mme. Dupuis        |